# Niello

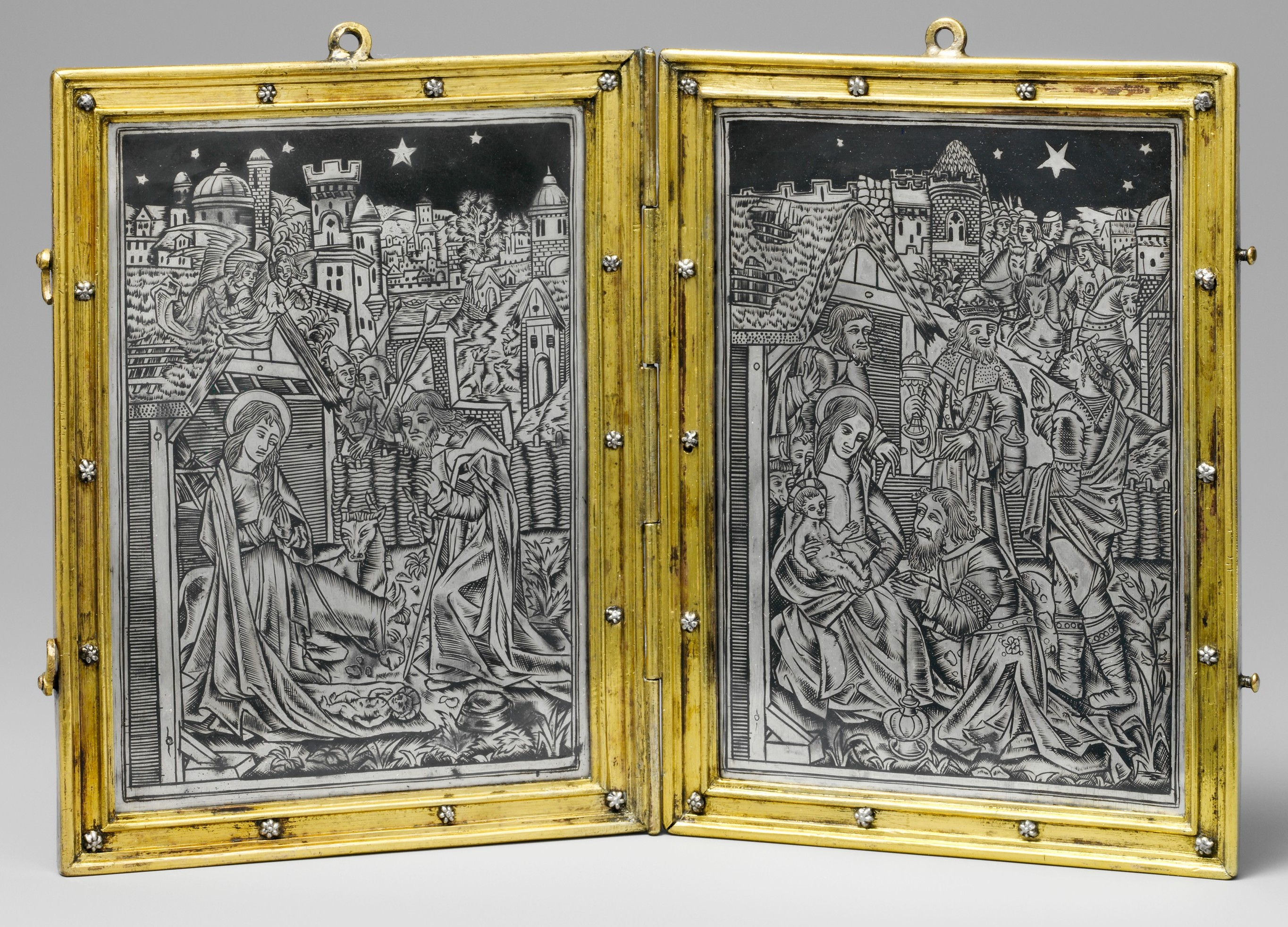
Dittico parigino del XVI secolo con Natività e Adorazione, in argento niellato (Metropolitan Museum of Art - The Cloisters di New York)

Il niello è una lega metallica di colore nero che include zolfo, rame, argento e spesso anche piombo, usata come intarsio nell'incisione di metalli. Il metallo inciso viene riempito con questa lega macinata lungo i tratti prodotti dall'incisione a bulino. 
Data la similitudine che le incrostazioni di mastice su marmo e altre pietre, è diffuso l'uso del termine niello anche per queste.
L'origine della decorazione orafa a niello è erroneamente attribuita agli Egizi confondendo la loro tecnica dell'argento annerito con il niello propriamente detto, sebbene diversi rinvenimenti archeologici invitino a considerarne un'origine molto antica di questa tecnica o altre molto simili la  maggiore fortuna del niello ebbe inizio nell'Alto Medioevo e questo procedimento è usato tutt'oggi.
Il termine deriva dal latino nigellum ("nerastro"), diminutivo di niger ("nero"). La tecnica prende il nome di niellatura.

## Tecnica
In particolare, la niellatura è una tecnica che consiste nel coprire i tratti di un'incisione con il niello ridotto in polvere. Il niello è una lega fusibile a basse temperature: lo si fonde nei solchi e si elimina il superfluo, affinché torni ad apparire il disegno. Il nero del disegno, a questo punto, appare in nero, risaltando sul colore del metallo prezioso.

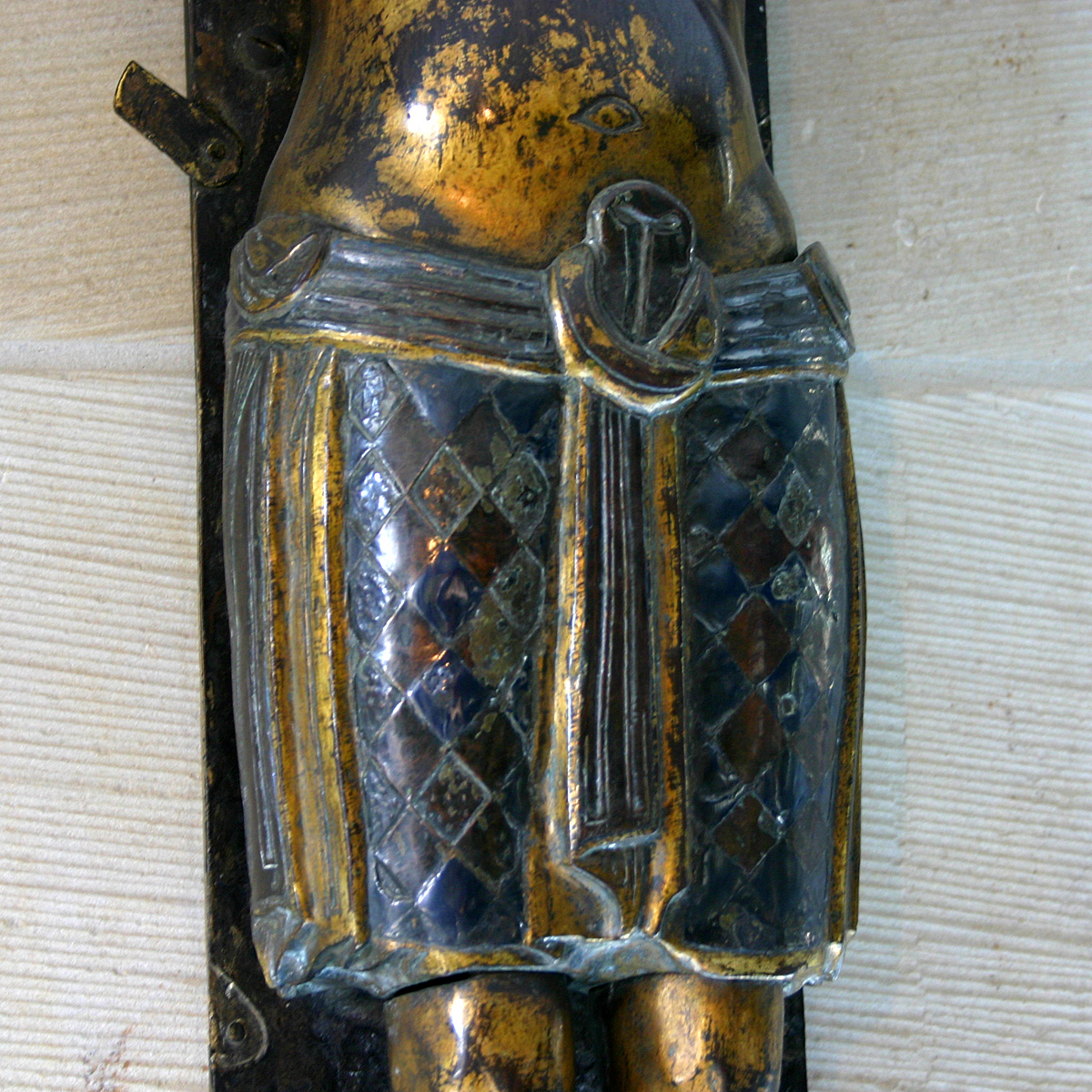
Particolare della cosiddetta Croce di Minden, in cui risulta evidente la niellatura (1070 o 1120)

Come per la saldatura, occorre anche nella niellatura un'attenta preparazione del procedimento. Innanzitutto, la mistura viene cotta. Dopo la si macina e la grana viene misurata secondo la finezza dell'incisione da riempire. La macinazione si compie in acqua, in modo che nel frattempo la mistura sia sottoposta ad una prima lavatura. Il macinato viene poi sottoposto a un secondo razionale lavaggio per ebollizione in nuova acqua semplice, operazione che l'orefice valuta se è opportuno ripetere. La mistura, così trattata nell'acqua, sedimenta in un panno di lino. Successivamente, si miscela con del borace, in quantità sufficiente perché la mistura resti insieme ed abbia nel contempo il necessario fondente. Le lastre che devono ricevere il niello devono essere assolutamente deterse e ben imbiancate e i tratti incisi vanno spalmati con un lievissimo strato di borace liquido.
Per facilitare l'imposizione del niello, è bene porre la mistura, macinata e preparata come s'è detto, in una cannuccia d'oca appuntita simile a quelle per la scrittura, dalle quali è possibile con un'adeguata punta del pennello far scendere il niello con esattezza negli incavi del disegno. Ciò per evitare di spargere la mistura sulla superficie del metallo prezioso. L'imposizione deve essere abbondante, in modo che quando il niello si ricompatta non determini ammanchi.

Il borace liquido viene fatto asciugare e, successivamente, portato a fusione, senza che la sua ebollizione provochi la caduta del niello: in considerazione di ciò, bisogna miscelare il macinato al minimo quantitativo di borace possibile. Benvenuto Cellini preferiva lesinare il borace nella miscela per aggiungerlo invece in forma di polvere sopra il niello imposto.

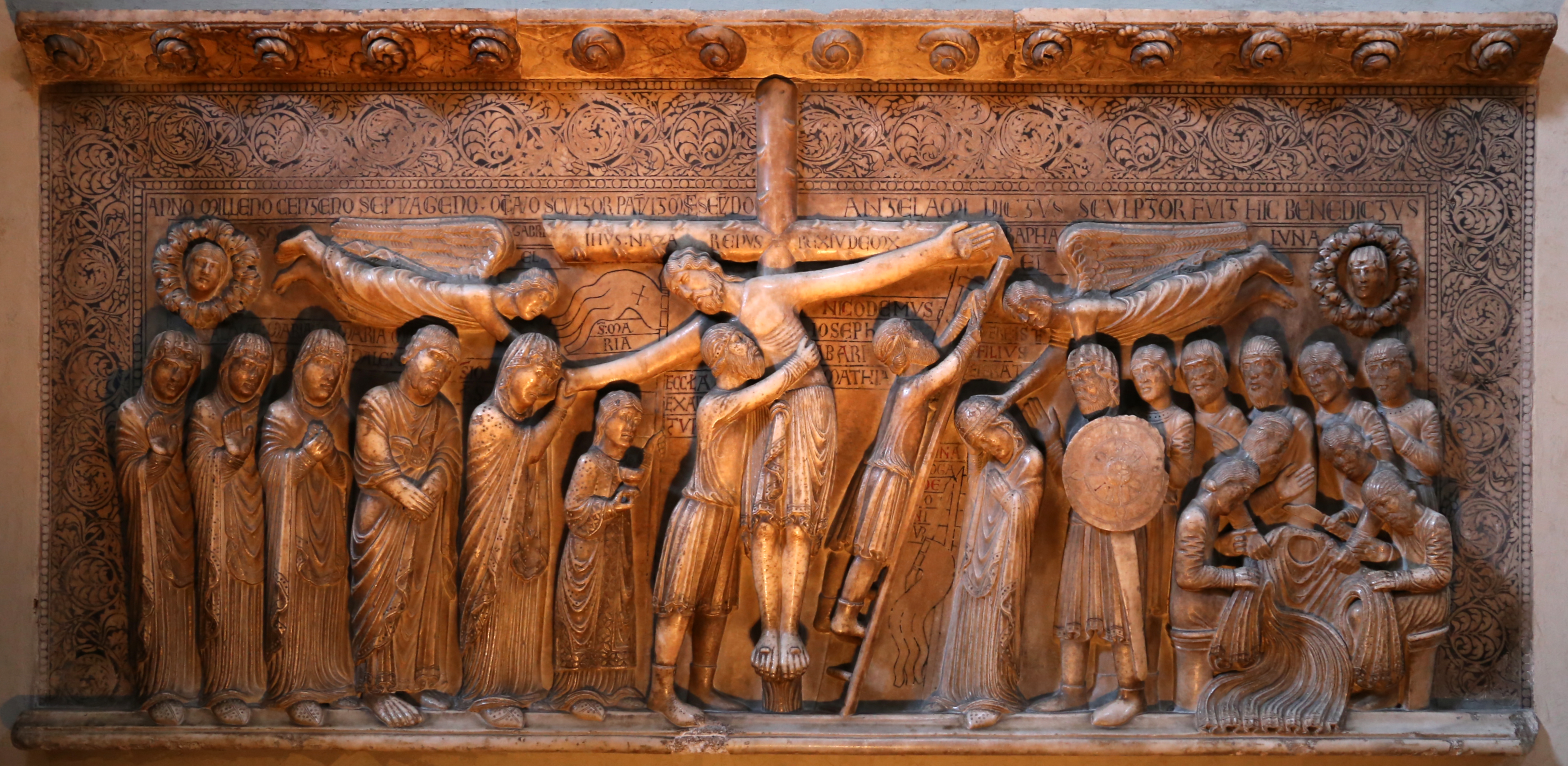
Niellato è lo sfondo della Deposizione dalla croce, di Benedetto Antelami (1178)

Condotta l'operazione fino a questo punto si lascia raffreddare, si imbianchisce, ecc. e si passa alla levigazione del piano. La levigazione serve a eliminare l'eccedenza del niello e le eventuali fuoriuscite di questo sopra il piano della lastra, in maniera da ottenere una superficie piana. Si procede quindi alla limatura, cui segue la spianatura con carta smerigliata. Dopo si utilizzano abrasivi per la lucidatura, cui segue la brunitura. I lavori niellati con la mistura classica del niello nero non si possono ulteriormente sottoporre a battitura, stiratura, laminazione o altri simili trattamenti: essendo il niello quasi come uno smalto, all'urto violento si spezza.